# سم بارلو
سم بارلو (انگلیسی: Sam Barlow؛ زادهٔ تاریخ ورودی نامعتبر است) طراحی بازی ویدئویی اهل بریتانیا است. وی از سال ۱۹۹۹ میلادی تاکنون مشغول فعالیت بوده‌است. از مهم ترین کار های که توسط وی ساخته شده است می توان به سایلنت هیل، سایلنت هیل: ریشه‌ها، داستان او، سریوس سم: برخورد بعدی و گوست رایدر اشاره کرد.